# Matsuoka Ryosuke
Ryosuke Matsuoka (松岡 亮輔 Matsuoka Ryosuke, sinh ngày 23 tháng 10 năm 1984 ở Hyōgo) là một cầu thủ bóng đá người Nhật Bản hiện tại thi đấu cho Montedio Yamagata.

## Thống kê câu lạc bộ
Cập nhật đến ngày 23 tháng 2 năm 2017.
| Thành tích câu lạc bộ | Thành tích câu lạc bộ | Thành tích câu lạc bộ | Giải vô địch | Giải vô địch | Cúp                   | Cúp                   | Cúp Liên đoàn | Cúp Liên đoàn | Tổng cộng | Tổng cộng |
| Mùa giải              | Câu lạc bộ            | Giải vô địch          | Số trận      | Bàn thắng    | Số trận               | Bàn thắng             | Số trận       | Bàn thắng     | Số trận   | Bàn thắng |
| Nhật Bản              | Nhật Bản              | Nhật Bản              | Giải vô địch | Giải vô địch | Cúp Hoàng đế Nhật Bản | Cúp Hoàng đế Nhật Bản | J. League Cup | J. League Cup | Tổng cộng | Tổng cộng |
| --------------------- | --------------------- | --------------------- | ------------ | ------------ | --------------------- | --------------------- | ------------- | ------------- | --------- | --------- |
| 2007                  | Vissel Kobe           | J1 League             | 0            | 0            | 0                     | 0                     | 0             | 0             | 0         | 0         |
| 2008                  | Vissel Kobe           | J1 League             | 28           | 0            | 2                     | 0                     | 6             | 0             | 36        | 0         |
| 2009                  | Vissel Kobe           | J1 League             | 29           | 1            | 2                     | 0                     | 5             | 0             | 36        | 1         |
| 2010                  | Vissel Kobe           | J1 League             | 23           | 1            | 0                     | 0                     | 5             | 0             | 28        | 1         |
| 2011                  | Vissel Kobe           | J1 League             | 22           | 2            | 2                     | 1                     | 2             | 0             | 26        | 3         |
| 2012                  | Júbilo Iwata          | J1 League             | 1            | 0            | 0                     | 0                     | 2             | 1             | 3         | 1         |
| 2013                  | Júbilo Iwata          | J1 League             | 5            | 0            | 1                     | 0                     | 1             | 0             | 7         | 0         |
| 2014                  | Montedio Yamagata     | J2 League             | 34           | 1            | 3                     | 0                     | –             | –             | 37        | 1         |
| 2015                  | Montedio Yamagata     | J1 League             | 16           | 0            | 0                     | 0                     | 2             | 1             | 18        | 1         |
| 2016                  | Montedio Yamagata     | J2 League             | 27           | 2            | 3                     | 2                     | –             | –             | 30        | 4         |
| Tổng                  | Tổng                  | Tổng                  | 185          | 7            | 13                    | 3                     | 23            | 2             | 221       | 12        |